# Lieja-Bastoña-Lieja 2022
La 108.ª edición de la clásica ciclista Lieja-Bastoña-Lieja fue una carrera en Bélgica que se celebró el 24 de abril de 2022 con inicio y final en la ciudad de Lieja, con un recorrido de 257,2 kilómetros.
La carrera, además de ser la tercera clásica de las Ardenas, formó parte del UCI WorldTour 2022, siendo la decimoséptima carrera de dicho circuito del calendario ciclístico de máximo nivel mundial. El vencedor fue el belga Remco Evenepoel del Quick-Step Alpha Vinyl y estuvo acompañado en el podio por los también belgas Quinten Hermans del Intermarché-Wanty-Gobert Matériaux y Wout van Aert del Jumbo-Visma, segundo y tercer clasificado respectivamente.

## Recorrido
La Lieja-Bastoña-Lieja disponía de un recorrido total de 257,2 kilómetros similar con la edición anterior, la carrera iniciaba en el municipio francófono de Lieja en Bélgica, muy cerca de las fronteras con Alemania y Luxemburgo, siguiendo un recorrido con 11 cotas a través de toda la provincia de Lieja y la municipalidad de Bastoña dentro de la región de Valonia para finalizar nuevamente en Lieja.

## Equipos participantes
Tomaron parte en la carrera 25 equipos: 18 de categoría UCI WorldTeam y 7 de categoría UCI ProTeam. Formaron así un pelotón de 175 ciclistas de los que acabaron 121. Los equipos participantes fueron:
| WorldTeams (18)- AG2R Citroën Team - Astana Qazaqstan Team - Bahrain Victorious - Bora-Hansgrohe - Cofidis - EF Education-EasyPost - Groupama-FDJ - Ineos Grenadiers - Intermarché-Wanty-Gobert Matériaux - Israel-Premier Tech - Jumbo-Visma - Lotto-Soudal - Movistar Team - Quick-Step Alpha Vinyl - BikeExchange-Jayco - Team DSM - Trek-Segafredo - UAE Team Emirates ProTeams (7)- Alpecin-Fenix - Arkéa-Samsic - Equipo Kern Pharma - TotalEnergies - Sport Vlaanderen-Baloise - Uno-X Pro Cycling Team - Bingoal Pauwels Sauces WB |
| |

## Clasificación final
- La clasificación finalizó de la siguiente forma:[4]

### Clasificación general
| \| Clasificación general \| Clasificación general \| Clasificación general \| Clasificación general \| Clasificación general \| \| Ciclista \| Ciclista \| Equipo \| Tiempo \| \| \| --------------------- \| ---------------------- \| ---------------------------------- \| --------------------- \| --------------------- \| \| 1.º \| Remco Evenepoel \| Quick-Step Alpha Vinyl \| 6 h 12 min 48 s \| \| \| 2.º \| Quinten Hermans \| Intermarché-Wanty-Gobert Matériaux \| + 48 s \| \| \| 3.º \| Wout van Aert \| Jumbo-Visma \| + 48 s \| \| \| 4.º \| Daniel Felipe Martínez \| Ineos Grenadiers \| + 48 s \| \| \| 5.º \| Sergio Higuita \| Bora-Hansgrohe \| + 48 s \| \| \| 6.º \| Dylan Teuns \| Bahrain Victorious \| + 48 s \| \| \| 7.º \| Alejandro Valverde \| Movistar Team \| + 48 s \| \| \| 8.º \| Neilson Powless \| EF Education-EasyPost \| + 48 s \| \| \| 9.º \| Marc Hirschi \| UAE Team Emirates \| + 48 s \| \| \| 10.º \| Michael Woods \| Israel-Premier Tech \| + 48 s \| \| \| 11.º \| Jack Haig \| Bahrain Victorious \| + 48 s \| \| \| 12.º \| Enric Mas \| Movistar Team \| + 48 s \| \| \| 13.º \| Jakob Fuglsang \| Israel-Premier Tech \| + 52 s \| \| \| 14.º \| Aleksandr Vlásov \| Bora-Hansgrohe \| + 1 min 36 s \| \| \| 15.º \| Warren Barguil \| Arkéa-Samsic \| + 1 min 36 s \| \| \| 16.º \| Bruno Armirail \| Groupama-FDJ \| + 2 min 30 s \| \| \| 17.º \| Robert Stannard \| Alpecin-Fenix \| + 2 min 30 s \| \| \| 18.º \| Rudy Molard \| Groupama-FDJ \| + 2 min 30 s \| \| \| 19.º \| Xandro Meurisse \| Alpecin-Fenix \| + 2 min 30 s \| \| \| 20.º \| Quentin Pacher \| Groupama-FDJ \| + 2 min 30 s \| \| |                        |                                    |                 |
| |                        |                                    |                 |
| Fuente: ProCyclingStats |                        |                                    |                 |
| Clasificación general |                        |                                    |                 |
| Ciclista | Ciclista               | Equipo                             | Tiempo          |
| 1.º | Remco Evenepoel        | Quick-Step Alpha Vinyl             | 6 h 12 min 48 s |
| 2.º | Quinten Hermans        | Intermarché-Wanty-Gobert Matériaux | + 48 s          |
| 3.º | Wout van Aert          | Jumbo-Visma                        | + 48 s          |
| 4.º | Daniel Felipe Martínez | Ineos Grenadiers                   | + 48 s          |
| 5.º | Sergio Higuita         | Bora-Hansgrohe                     | + 48 s          |
| 6.º | Dylan Teuns            | Bahrain Victorious                 | + 48 s          |
| 7.º | Alejandro Valverde     | Movistar Team                      | + 48 s          |
| 8.º | Neilson Powless        | EF Education-EasyPost              | + 48 s          |
| 9.º | Marc Hirschi           | UAE Team Emirates                  | + 48 s          |
| 10.º | Michael Woods          | Israel-Premier Tech                | + 48 s          |
| 11.º | Jack Haig              | Bahrain Victorious                 | + 48 s          |
| 12.º | Enric Mas              | Movistar Team                      | + 48 s          |
| 13.º | Jakob Fuglsang         | Israel-Premier Tech                | + 52 s          |
| 14.º | Aleksandr Vlásov       | Bora-Hansgrohe                     | + 1 min 36 s    |
| 15.º | Warren Barguil         | Arkéa-Samsic                       | + 1 min 36 s    |
| 16.º | Bruno Armirail         | Groupama-FDJ                       | + 2 min 30 s    |
| 17.º | Robert Stannard        | Alpecin-Fenix                      | + 2 min 30 s    |
| 18.º | Rudy Molard            | Groupama-FDJ                       | + 2 min 30 s    |
| 19.º | Xandro Meurisse        | Alpecin-Fenix                      | + 2 min 30 s    |
| 20.º | Quentin Pacher         | Groupama-FDJ                       | + 2 min 30 s    |

## Ciclistas participantes y posiciones finales
Convenciones:
- AB: Abandono
- FLT: Retiro por llegada fuera del límite de tiempo
- NTS: No tomó la salida
- DES: Descalificado o expulsado

## UCI World Ranking
La Lieja-Bastoña-Lieja otorgó puntos para el UCI World Ranking para corredores de los equipos en las categorías UCI WorldTeam, UCI ProTeam y Continental. Las siguientes tablas son el baremo de puntuación y los diez corredores que obtuvieron más puntos:
| Posición   | 1.º | 2.º | 3.º | 4.º | 5.º | 6.º | 7.º | 8.º | 9.º | 10.º | 11.º | 12.º | 13.º | 14.º | 15.º | 16.º-20.º | 21.º-30.º | 31.º-50.º | 51.º-55.º | 56.º-60.º |
| Puntuación | 500 | 400 | 325 | 275 | 225 | 175 | 150 | 125 | 100 | 85   | 70   | 60   | 50   | 40   | 35   | 30        | 20        | 10        | 5         | 3         |

| Clasificación |                        |                                    |        |
| Posición      | Ciclista               | Equipo                             | Puntos |
| ------------- | ---------------------- | ---------------------------------- | ------ |
| 1.º           | Remco Evenepoel        | Quick-Step Alpha Vinyl             | 500    |
| 2.º           | Quinten Hermans        | Intermarché-Wanty-Gobert Matériaux | 400    |
| 3.º           | Wout van Aert          | Jumbo-Visma                        | 325    |
| 4.º           | Daniel Felipe Martínez | INEOS Grenadiers                   | 275    |
| 5.º           | Sergio Higuita         | Bora-Hansgrohe                     | 225    |
| 6.º           | Dylan Teuns            | Bahrain Victorious                 | 175    |
| 7.º           | Alejandro Valverde     | Movistar                           | 150    |
| 8.º           | Neilson Powless        | EF Education-EasyPost              | 125    |
| 9.º           | Marc Hirschi           | UAE Emirates                       | 100    |
| 10.º          | Michael Woods          | Israel-Premier Tech                | 85     |